# Iglesia de Santa María Magdalena (Mieres)
La iglesia de Santa María Magdalena es un templo situado en la parroquia de Rebollada, en el concejo asturiano de Mieres, España.

## Descripción
Se trata de un templo de origen románico, construido en el siglo XII pero derribado en 1921 para ser levantado de nuevo e inaugurado en 1923. Se conserva no obstante buena parte de la decoración de la antigua iglesia. El templo se levantó junto a una importante ruta jacobea, los caminos del Salvador y el Francés. La advocación de María Magdalena puede tener relación con una leprosería cercana (por la presencia de un barrio conocido como La Malatería).
La nueva iglesia se edificó en estilo neorrománico, con una portada similar a San Julián de los Prados. Se conservan cincuenta canecillos figurativos, principalmente animales monstruosos. Del templo original se conserva también un alero y un vano.